# Réserve naturelle du Boisé-du-Séminaire
La réserve naturelle du Boisé-du-Séminaire est une réserve naturelle privée située dans un milieu urbain de Nicolet.